# Палата лордів (Ірландія)

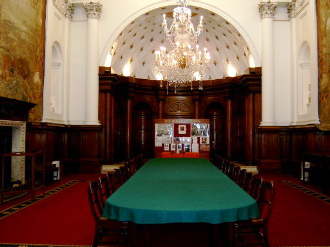
Інтер’єр Палати лордів парламенту Ірландії – Мала Зала.

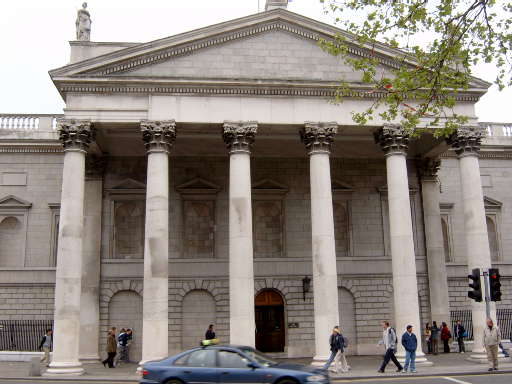
Вхід до Палати лордів парламенту Ірландії. Архітектор Джеймс Гандон, 1789 рік.

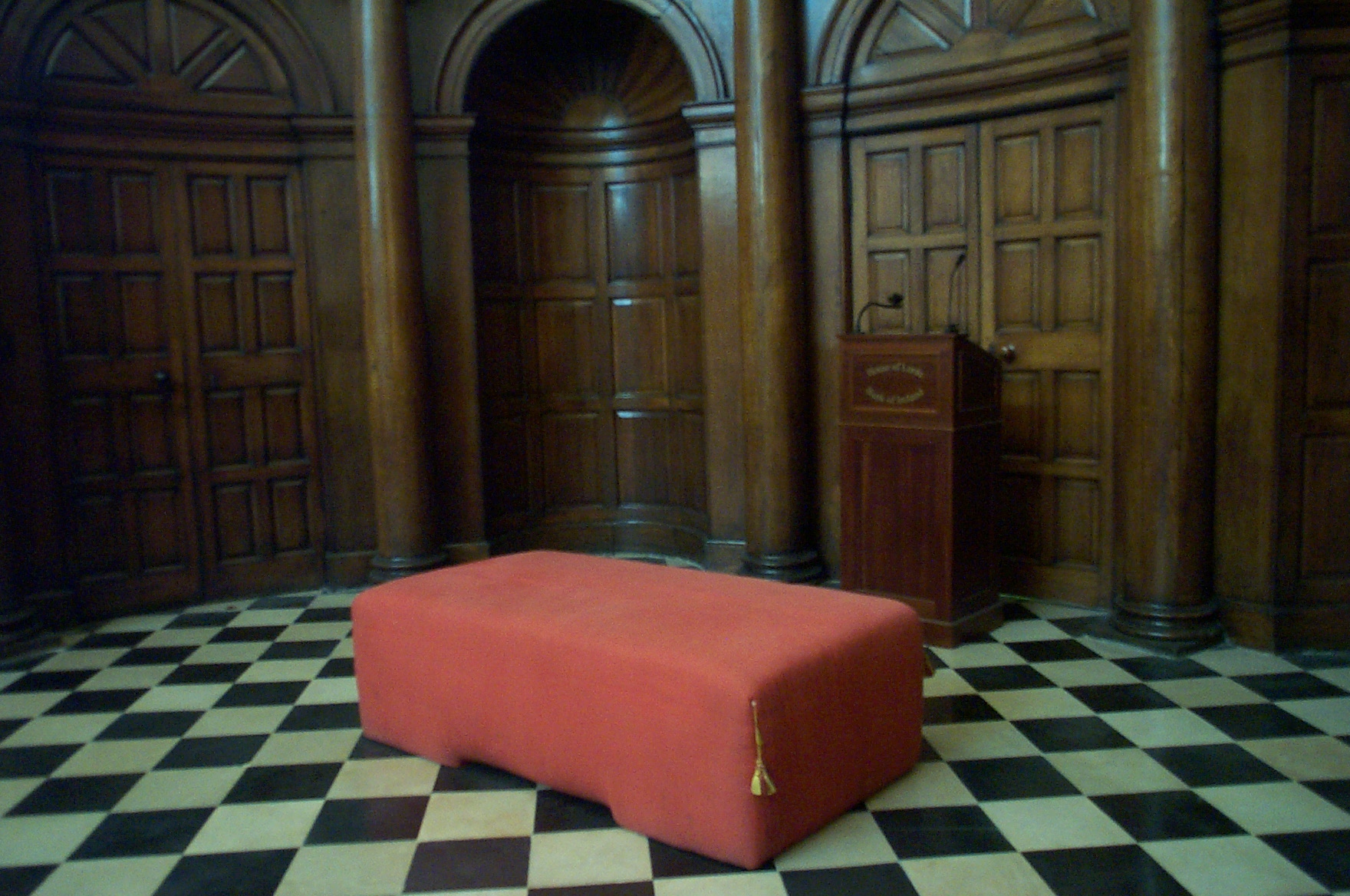
Мішок Вовни – крісло лорд-канцлера Ірландії.

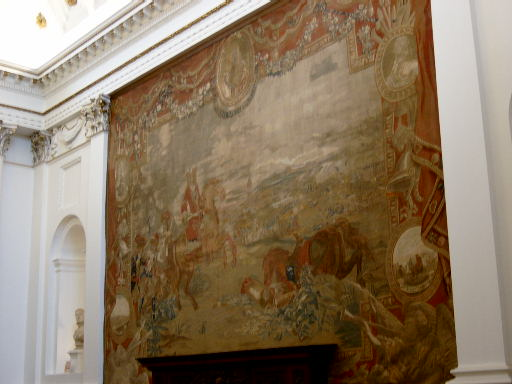
Гобелен «Битва на річці Бойн – перемога Вільяма ІІІ над Яковом ІІ», що висить в Палаті лордів парламенту Ірландії.

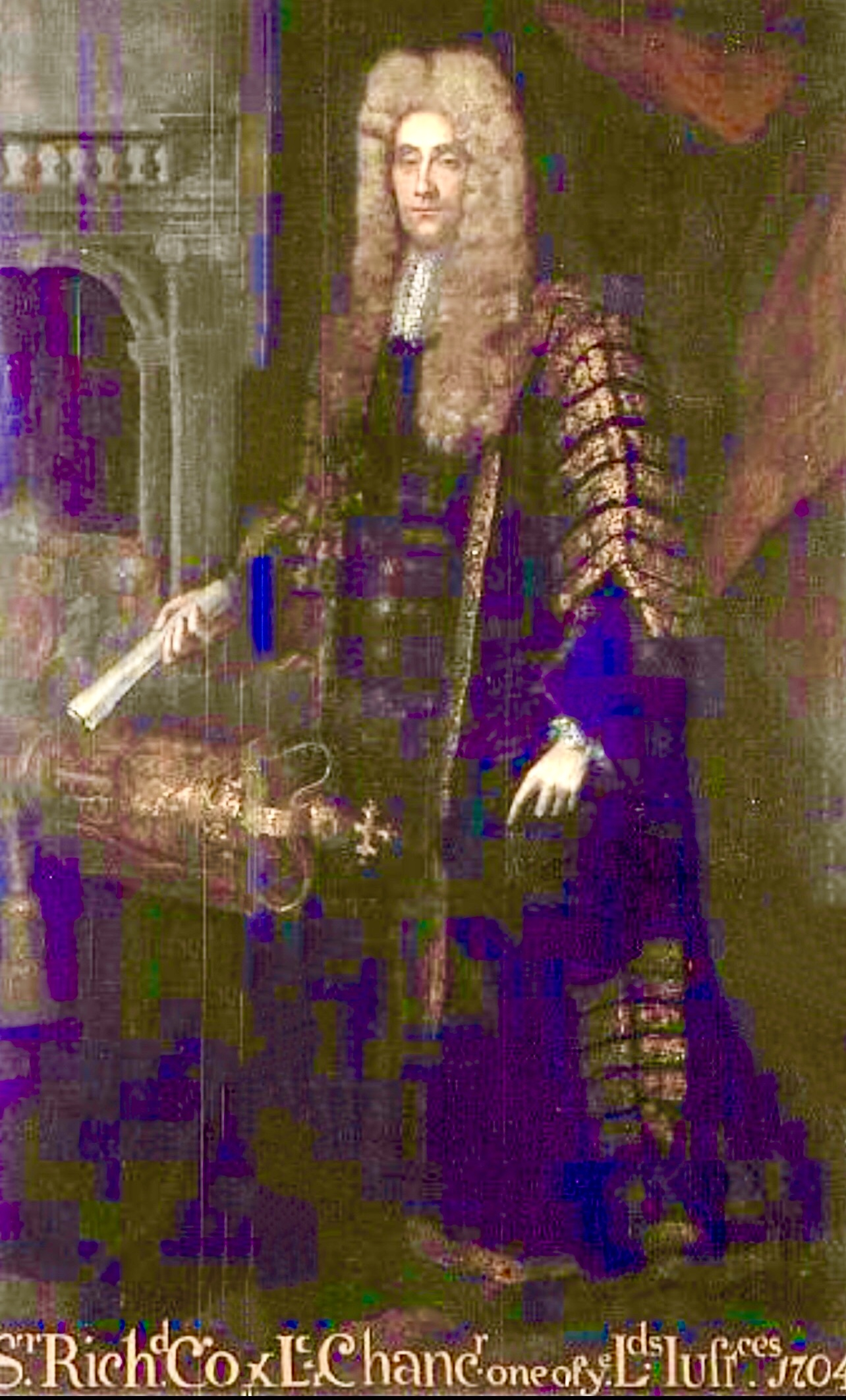
Сер Річад Кокс (1650 – 1733) – лорд-канцлер Ірландії.

Палата лордів парламенту Ірландії  (англ. - The Irish House of Lords) – верхня палата парламенту Ірландії – парламенту державного утворення королівства Ірландія, потім лордства Ірландії, на чолі якого стояв король Англії, потім король Англії, Шотландії та Ірландії. Палата лордів існувала в Ірландії в 1297 – 1800 роках аж до укладення Унії і розпуску парламенту Ірландії. Палата лордів парламенту Ірландії була останнім апеляційним судом в Ірландії. Палата лордів Ірландії була створена за зразком Палати лордів парламенту Англії. Спадкові пери Ірландії – барони, віконти, графи, маркізи, герцоги Ірландії засідали в Палаті лордів. Коли в 1800 році Акти Унії скасували парламент Ірландії, частина перів Ірландії перейшла в Палату лордів Об’єднаного Королівства Великої Британії та Ірландії. 

## Історія Палати лордів парламенту Ірландії
Палата лордів парламенту Ірландії починалась як група баронів, що володіли замками та землями в тій частині Ірландії, що була під контролем Англії і обмежувалась так званим Пейлом – англійською колонією в Ірландії, межі якого постійно змінювались внаслідок війн з незалежними ірландськими кланами. На території Пейлу діяло англійське право, яке англо-норманські феодали намагались поширити на всю територію Ірландії. Барони Пейлу засідали групою, а не окремою палатою, починаючи з першого засідання парламенту Ірландії в 1297 році. З моменту офіційного заснування Королівства Ірландія в 1542 році Палата лордів включала велику кількість як англо-норманських перів, так і ірландських аристократів – колишніх вождів кланів, яким корона Англії дарувала перство в обмін на лояльність. В Англії таку політику називали «політикою капітуляції».
Після реформації в Англії політика корони Англії була спрямована на те, щоб в парламенті Ірландії були депутатами виключно протестанти англіканського віросповідання, що і було досягнуто в Палаті громад. Але в Палаті лордів багато перів продовжували бути католицького віросповідання, хоча їх кількість під тиском політики Англії постійно скорочувалась, особливо після чергових репресій – після поразки повстання за незалежність Ірландії 1640 – 1652 років (репресії Кромвеля), після поразки ірландців-католиків у Вільямтських (Якобітських) війнах 1689 – 1691 років. Хоча після реставрації монархії в 1660 році частина католицьких перів були помилувані і маєтки та титули їм були повернені. Часткова амністія католицьких перів була на початку XVIII століття. Але політика «захисту та переважання протестантів» в парламенті Ірландії тривала аж до 1800 року.   
Деякі перства Палати лордів були дуже давніми, наприклад, лорди Кінгсейл отримали титул пера Ірландії ще в 1397 році, віконти Горманстон отримали титул пера в 1478 році, графи Кілдер отримали титул пера в 1316 році. 
Після Унії 1800 року Палата лордів вибрала зі свого числа тільки 28 перів у Палату лордів Об’єднаного Королівства Великої Британії та Ірландії і були перами представниками Ірландії. Ця практика припинилась в 1922 році, коли була створена Ірландська Вільна Держава. Частина ірландських перів-представників балотувалася в Палату громад, щоб лишатися депутатами парламенту Великої Британії. 
Сьогодні Палато лордів в республіці Ірландії не існує, будинок Палаті лордів XVIII століття на Коледж-Грін-стріт нині належить Комерційному Банку Ірландії, відвідувачі можуть оглянути місце, де колись засідала Палата лордів парламенту Ірландії.

## Функціонування Палати лордів парламенту Ірландії
Парламент Ірландії був двопалатним законодавчим органом, законопроєкти могли надходити або від Палати громад, або від Палати лордів. Обидві палати повинні були приймати законопроєкт, що мав шанс стати законом. Будь-яка палата могла змінити або відхилити законопроєкт чи пропозиції до законопроєкту. Відповідно до Закону Пойнінгса, постанови парламенту Ірландії мали бути схвалені Таємною Радою Ірландії та Таємною Радою Англії. Ці таємні ради могли вносити зміни в постанови та закони. Таким чином головні депати стосувалися назв законопроєктів. Після схвалення парламент Ірландії голосував за офіційно завершений законопроєкт, який можна було тепер лише відхилити або прийняти без поправок. Суд лордів був найвищим апеляційним судом Ірландії. Але суперечливий Британський декларативний акт 1719 року підтвердив право лордів Англії скасовувати постанови лордів Ірландії. Ірландська патріотична партія домоглася скасування Деклараційного акту в Конституції 1782 року.
Палату лордів парламенту Ірландії очолював Лорд-канцлер Ірландії, що сидів на Вовняному Мішку – великому сидінні, набитому вовною з усіх земель Ірландії. Під час офіційного відкриття парламенту Ірландії депутати парламенту викликались до Палати лордів королівським чиновником, якого називали Чорний Род, який виголошував, що «наказує від імені його ясновельможності відвідати його в Палаті перів». Засідання парламенту офіційно відкривалося тронною промовою лорд-лейтенанта Ірландії, що сидів на троні під балдахіном з темно-червоного оксамиту. Сесії Палати лордів проводились у Дублінському замку в XVI – XVII століттях, аж до відкриття будинків палат парламенту Ірландії в 1730 році.  